# 阿尔维德·佩尔谢
阿尔维德·亚诺维奇·佩尔谢（俄语：Арвид Янович Пельше；1899年2月7日—1983年5月29日），苏联拉脫維亞裔党和国家领导人。曾任拉脱维亚共产党中央委员会第一书记、苏共中央监察委员会主席。 

## 生平
- 1899年1月26日，生于俄罗斯帝国拉脱维亚库尔兰省包斯卡地区耶察瓦市的一个农民家庭。
- 1915年，加入拉脱维亚社会民主工人党，后加入联共（布）。
- 一战期间，领导维捷布斯克，哈尔科夫，彼得格勒，阿尔汉格尔斯克等地工人运动，负责宣传工作。
- 1917年，参加二月革命，当选彼得格勒苏维埃成员，后作为阿尔汉格尔斯克州党员代表参加俄国社会民主工党（布）六大。
- 1918年-1919年，莫斯科全俄肃反委员会（契卡）工作，在列昂季耶夫斯基大街爆炸案中受伤。
- 1919年，拉脱维亚社会主义苏维埃共和国国家建筑人民委员会主席。参加了在里加附近与拉脱维亚共和国临时政府军队的战斗。
- 1920年，西南战线政治部教员、哈尔科夫政治专业学校教员。
- 1924年，苏联红军首长训练班教员和列宁格勒海军政治学校教务处处长。
- 1926年，波罗的海舰队党委书记、列宁格勒州党委委员、监察委员会主席团委员。
- 1929年-1932年，内务人民委员部中央学校党史教师。期间，1929年-1931年，莫斯科红色教授学院学习。
- 1932年-1933年，莫斯科红色教授学院硕士研究生学习。
- 1933年-1937年，哈萨克东哈萨克斯坦州马加赞，切尔诺伊尔特什国营农场政治处主任；阿拉木图州奶牛肉类牧场合作社副主任。苏联国营农场人民委员部政治部副处长。
- 1937年-1940年，莫斯科马列主义学院教师。
- 1940年-1941年3月，拉脱维亚共产党（布）中央委员会新闻部长。
- 1941年3月-1959年11月，拉共（布）中央书记处书记，负责宣传工作。1946年2月当选拉脱维亚科学院通讯院士。
- 1959年11月-1966年4月，拉共中央第一书记。
- 1966年4月-1983年5月，苏共中央监察委员会主席。
- 1983年5月29日因心脏骤停于莫斯科逝世，享年84岁。葬于克里姆林宫红场墓园。

佩尔谢是俄国社会民主工党（布）6大，苏共20-26大代表，第22-26届中央委员，第23-26届中央政治局委员，第7-10届俄罗斯苏维埃联邦社会主义共和国最高苏维埃代表，第2-5,7-10届苏联最高苏维埃民族院代表，第6届苏联最高苏维埃联盟院代表。佩尔谢是苏共党史专家，拉脱维亚革命运动史专家，领导与资产阶级民族主义者的斗争，出版多部社会主义和共产主义建设的著作。

## 荣誉
苏联：
- 两次社会主义劳动英雄称号（1969,1979）
- 七次列宁勋章（1946,1950,1958,1965,1969,1971,1979）
- 十月革命勋章（1974）
- 劳动英勇奖章（1959）
- 纪念列宁诞辰一百周年奖章
- 1941-1945年伟大卫国战争战胜德国奖章
- 1941-1945年伟大卫国战争胜利二十周年奖章
- 1941-1945年伟大卫国战争胜利三十周年奖章
- 1941-1945年伟大卫国战争中忘我劳动奖章
- 苏联武装力量五十周年奖章
- 苏联武装力量六十周年奖章
- 退休劳动者奖章
- 苏联警察五十周年奖章
- 基辅建城一千五百周年奖章

捷克斯洛伐克：
- 克莱门特·哥特瓦尔德勋章（1979）

保加利亚：
- 格奥尔基·季米特洛夫勋章